# Жмакин, Константин Николаевич
Константин Николаевич Жмакин (1894—1986) — советский учёный и врач, доктор медицинских наук (1928), профессор (1930), подполковник медицинской службы.
Автор и руководитель приоритетных исследований, посвященных проблемам оперативного акушерства, обезболивания родов, регуляции родовой деятельности, лабораторным методам диагностики беременности. Автор ряда научных работ, включая книги.

## Биография
Родился в 1894 году в Киеве.
В 1916 году окончил медицинский факультет Императорского Киевского университета. С 1928 года — доктор медицинских наук, с 1930 года — профессор. В 1933 году всей семьёй Жмакин переехал в город Сталино (ныне Донецк), где в 1933—1941 годах являлся организатором и руководителем кафедры акушерства и гинекологии Сталинского медицинского института (ныне Донецкий национальный медицинский университет),
С началом Великой Отечественной войны семья была эвакуирована в город Андижан Узбекской ССР, откуда Константин Жмакин был призван в 1942 году на фронт и назначен главным гинекологом Санитарного управления Калининского и 1-го Прибалтийского фронтов. После окончания войны вернулся в Донецк и работал в медицинском институте по 1948 год.
С 1948 по 1967 год К. Н. Жмакин переехал в Москву и работал заведующим кафедрой акушерства и гинекологии в Первом Московском медицинском институте (1-й ММИ, ныне Первый Московский государственный медицинский университет имени И. М. Сеченова). С 1967 по 1973 год работал профессором-консультантом кафедры акушерства и гинекологии 1-го ММИ.
Умер в 1986 году в Москве. Был женат на Елене Михайловне Жмакиной, сын — Игорь Жмакин, также стал учёным, доктором медицинских наук.

## Заслуги
- Был награждён орденом Красной Звезды (1944) и двумя орденами Отечественной войны II степени (1945, 1985)[4], а также медалями, среди которых «За победу над Германией в Великой Отечественной войне 1941—1945 гг.».
- Лауреат премии имени В. С. Груздева Академии медицинских наук (1978).
- Заслуженный врач Украинской ССР (1940), Заслуженный деятель науки РСФСР (1961).